# Edward Charles Pickering

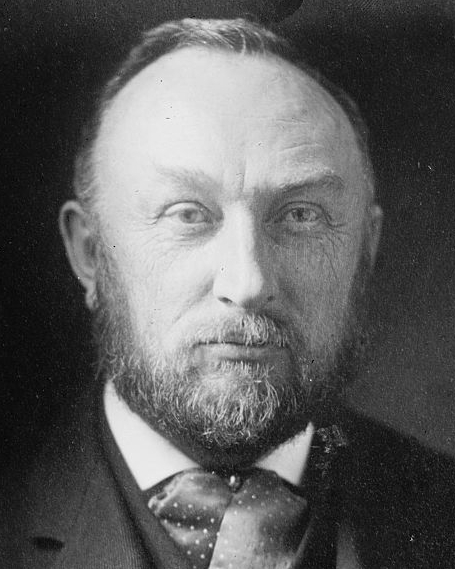
Edward Charles Pickering

Edward Charles Pickering (* 19. Juli 1846 in Boston; † 3. Februar 1919 in Cambridge, Massachusetts) war ein amerikanischer Astronom und Physiker, Bruder von William Henry Pickering.
Zusammen mit Hermann Karl Vogel entdeckte Pickering die ersten Doppelsterne, die nur spektroskopisch identifiziert werden konnten. Er schrieb Elements of Physical Manipulations (2 Bde., 1873–1876) und entwickelte die nach ihm benannte Pickeringsche Bruchmethode, eine Methode zur Helligkeitsbestimmung von Sternen mit dem bloßen Auge. 1867 wurde er in die American Academy of Arts and Sciences gewählt, 1873 in die National Academy of Sciences, 1907 in die Royal Society und die Académie des sciences, 1908 in die Russische Akademie der Wissenschaften in St. Petersburg und 1916 in die Royal Society of Edinburgh.
Seine Arbeiten betrafen überwiegend die Sternphotometrie. 1884 veröffentlichte er die Harvard Photometry, 1903 den ersten photographischen Sternatlas.
Er fand 1897 im Licht des Sterns ζ-Puppis Spektrallinien des He+-Spektrums, der nach ihm benannten Pickering-Serie.
Er war Direktor des Harvard College Observatory. Unter seiner Aufsicht begann auch ab 1918 die Herausgabe des Henry-Draper-Katalogs.
Am Harvard-Observatorium beschäftigte er viele Frauen, darunter Annie Jump Cannon, Williamina Fleming, Henrietta Swan Leavitt und Antonia Maury. Diese Frauen, die unter den Wissenschaftlern als Harvard Computers oder etwas abfällig auch als „Pickerings Harem“ bekannt waren, machten viele wichtige astronomische Entdeckungen.
Er gewann die Goldmedaille der Royal Astronomical Society (1886) und noch einmal 1901, und 1908 die Bruce Medal sowie den Jules-Janssen-Preis.
Der Krater Pickering auf dem Mond ist nach ihm und seinem Bruder William Henry Pickering benannt, ebenso der Asteroid (784) Pickeringia.
Der Marskrater Pickering ist nach den Brüdern und dem neuseeländischen Raketeningenieur William Hayward Pickering (1910–2004) benannt.

### Nachrufe
- AN 208 (1919) 133/134 (auf Deutsch)
- JRASC 13 (1919) 160
- MNRAS 80 (1920) 360
- PASP 31 (1919) 73